# Macedonio Fernández
Pour les articles homonymes, voir Fernández.
Œuvres principales
- Tout n'est pas veille lorsqu'on a les yeux ouverts (1928)
- Musée du Roman de l'Éternelle (1965)

Macedonio Fernández (Buenos Aires 1er juin 1874 - Buenos Aires 10 février 1952) est un écrivain et philosophe argentin. Sa personnalité et ses écrits eurent une grande influence sur la génération des écrivains de la revue d'avant-garde Martín Fierro, parmi lesquels Jorge Luis Borges.

## Biographie
Macedonio Fernández commence une carrière d'avocat en 1898. Il épouse Elena de Obieta en 1899. En 1904, il laisse paraître quelques poèmes dans la revue Martin Fierro, publication anarchiste, à ne pas confondre avec l'autre revue Martin Fierro des années 1920, centre de la révolution artistique sur laquelle il a une grande influence et à laquelle il participe. À la mort de sa femme en 1920, Macedonio abandonne sa carrière d'avocat et ses enfants, et entame une vie d'errance consacrée à l'écriture et à l'amitié. Jorge Luis Borges reprend, développe et intègre, au fil de son œuvre, certaines des idées de son aîné; d'autres jeunes écrivains l'admirent, et en 1928 il publie pour la première fois, à l'instigation de ses amis Raul Scalabrini Ortiz et Leopoldo Marechal, un traité de métaphysique, Tout n'est pas veille lorsqu'on a les yeux ouverts. Dans cet ouvrage mi-sérieux, mi-fantaisiste, Macedonio affirme l'équivalence du rêve et de la réalité. En 1947 il s'installe chez son fils Adolfo de Obieta chez lequel il vivra jusqu'à sa mort. Il publie peu mais laisse à sa mort de nombreux manuscrits achevés ou non, notamment son roman Musée du Roman de l'Éternelle, publié par son fils.

## Œuvres
- Tout n'est pas veille lorsqu'on a les yeux ouverts, 1928.
  - trad. française de C. David, Rivages, 2004
- Papiers de Nouveauvenu et Continuation du Rien, 1944
  - trad. française de S. B. Supervielle et M. Millon, José Corti, 1992.
- Musée du roman de l'Éternelle, publication posthume, 1965.
  - trad. française et introduction de J.-C. Masson, Gallimard, 1993
- Cahiers de tout et de rien, publication posthume, 1972.
  - trad. française de S. B. Supervielle et M. Million, José Corti, 1996.
- Adriana Buenos Aires, publication posthume, 1975.
  - trad. française de Marianne Million, José Corti, 1996.
- Elena Bellemort et autres textes, publication posthume.
  - trad. française de Silvia Baron Supervielle, José Corti, 1990.